# Adrián García Conde
Adrián García Conde (4 de maig de 1886 – 13 de maig de 1943) fou un Mestre d'escacs mexicà-britànic. Nascut a 
Valladolid, Yucatán, Mèxic, va viure des dels 4 anys a les ciutats angleses de Liverpool, Bradford, Londres, Hull, i novament Londres.

## Resultats destacats en competició
Va guanyar el torneig Liverpool Chess Club Table el 1907/8 i 1908/9, empatà als llocs 6è-7è al torneig d'Hamburg 1910 (17è DSB Congress, Hauptturnier A, el campió fou Gersz Rotlewi), i fou 6è al torneig B de Sant Sebastià 1911.
Després de la I Guerra Mundial es va establir al Regne Unit. Mentre vivia a Hull, va liderar un equip (amb H Williams i R Bainbridge) que jugava amb blanques contra un altre equip liderat per Alekhine (amb G Barron i E Hanger). El Hull Times va descriure la partida (guanyada per les negres) com a "probablement la millor partida d'escacs mai jugada a Hull".
Fou 10è al Hastings International Chess Congress de 1919 (Congrés d'estiu, el guanyador fou José Raúl Capablanca), va empatar als llocs 4t-5è a Hastings 1922/23 (el campió fou Akiba Rubinstein), fou 2n, rera Max Romih, a Scarborough 1925 (Premier A), empatà als llocs 3r-4 a Londres 1929 (Quadrangular, el guanyador fou Frederick Yates), empatà als llocs 6è-7è a Ramsgate 1929 (Premier A, el campió fou William Gibson), compartí el 1r lloc amb George Koltanowski a Margate 1936 (Premier A), i fou 6è a Bournemouth 1939 (el campió fou Max Euwe).
Va morir a Londres durant la II Guerra Mundial.